# Latata (EP)
Latata es el miniálbum debut japonés del grupo surcoreano (G)I-DLE, lanzado el 31 de julio de 2019 por Universal Music Japan.

## Antecedentes y lanzamiento
El 19 de mayo de 2019, fue revelado que el grupo haría su debut en el mercado japonés con Latata. Fue publicado en tres versiones: versión A limitada (CD+DVD), versión B limitada (CD+photobook) y la versión regular. La versión japonesa de «Hann (Alone)» está únicamente disponible en iTunes a partir del 28 de julio.
La canción «For You» fue escrita y compuesta por Minnie.

## Lista de canciones
| N.º   | Título                                                       | Letras                                       | Música                                     | Duración |  |
| 1.    | «Latata» (versión japonesa)                                  | Soyeon, Yu Shimoj                            | Soyeon, Big Sancho                         | 3:23     |  |
| 2.    | «Light My Fire»                                              | Yu Shimoji                                   | Hjalmar Wilen, Malin Johansson, Birk Storm | 3:51     |  |
| 3.    | «Maze» (versión japonesa)                                    | Son Young-jin, Ferdy, Soyeon, Samuelle Soung | Son Young-jin, Ferdy                       | 3:20     |  |
| 4.    | «For You»                                                    | Minnie, FCMHoudini, Soyeon, Eri, Osanai      | Minnie, FCMHoudini                         | 3:44     |  |
| 5.    | «Hann (Alone)» (versión japonesa; solo disponible en iTunes) |                                              |                                            |          |  |
| 13:38 |                                                              |                                              |                                            |          |  |

| Edición limitada A (CD＋DVD) |                                                         |          |  |
| N.º                          | Título                                                  | Duración |  |
| 1.                           | «Latata» (versión japonesa)                             |          |  |
| 2.                           | «Light My Fire»                                         |          |  |
| 3.                           | «Maze» (versión japonesa)                               |          |  |
| 4.                           | «For You»                                               |          |  |
| 5.                           | «Latata» (vídeo musical; versión japonesa)              |          |  |
| 6.                           | «Latata» (creación del vídeo musical; versión japonesa) |          |  |

| Edición limitada B (CD＋PHOTOBOOK 28P) |                             |          |  |
| N.º                                    | Título                      | Duración |  |
| 1.                                     | «Latata» (versión japonesa) |          |  |
| 2.                                     | «Light My Fire»             |          |  |
| 3.                                     | «Maze» (versión japonesa)   |          |  |
| 4.                                     | «For You»                   |          |  |

| Edición regular |                             |          |  |
| N.º             | Título                      | Duración |  |
| 1.              | «Latata» (versión japonesa) |          |  |
| 2.              | «Light My Fire»             |          |  |
| 3.              | «Maze» (versión japonesa)   |          |  |
| 4.              | «For You»                   |          |  |

## Posicionamiento en listas
| Lista (2019)                  | Mejor posición |
| ----------------------------- | -------------- |
| Japanese Albums (Oricon)      | 5              |
| Taiwanese Albums (Five Music) | 8              |

## Historial de lanzamiento
| País   | Fecha               | Formato          | Distribuidora         |
| ------ | ------------------- | ---------------- | --------------------- |
| Varios | 31 de julio de 2019 | Descarga digital | Cube, Universal Music |
| Japón  | 31 de julio de 2019 | Descarga digital | Cube, Universal Music |
| CD     | 31 de julio de 2019 |                  | Cube, Universal Music |